# پسر (فیلم ۲۰۱۶)
پسر (انگلیسی: The Boy) یک فیلم آمریکایی ترسناک روانشناسانه ۲۰۱۶ است که توسط ویلیام برنت بل کارگردانی و توسط استیسی منیِر نوشته شده‌است.
فیلمبرداری در ۱۰ مارس ۲۰۱۵ در ویکتوریای بریتیش کلمبیا شروع شد و در تاریخ ۲۲ ژانویه ۲۰۱۶ منتشر شد.

## داستان
گرتا ایوانز(Greta Evans) یک زن جوان اهل مونتانای آمریکاست که به تازگی از همسرش جدا شده. گرتا از طرف خانواده‌ای انگلیسی برای پرستاری از پسرشان به نام براهامز هیلشر(Brahmz Heelshire) در برابر حقوق بسیار زیادی استخدام می‌شود و به انگلیس می‌رود. اما با ورود به خانه خانواده هیلشر، متوجه می‌شود که پسر این خانواده در واقع یک عروسک است. خانم و آقای هیلشر با این عروسک درست مانند پسرشان رفتار می‌کنند و از گرتا هم می‌خواهند همین کار را انجام دهد و قوانینی را رعایت کند که شامل بیدار کردن براهامز رأس ساعت معین، عوض کردن لباس‌هایش، کتاب و شعر خواندن و پخش موسیقی مورد علاقه اش است.
والدین براهامز بعد از دادن آموزش‌های لازم به گرتا، خانه را به قصد سفر کوتاهی ترک می‌کنند و براهامز را به گرتا می‌سپارند. در این بین گرتا متوجه می‌شود که عروسکی که از آن نگهداری می‌کند گهگاهی خود به خود جابه‌جا می‌شود و بیشتر وقت‌ها به او زل می‌زند. گرتا کم‌کم می‌فهمد که براهامز عروسکی جان دارد و به اراده خودش حرکت می‌کند. او با صاحب یک خواربار فروشی نزدیک خانه به نام مالکُلم (Malcolm) آشنا می‌شود که حقایق بسیاری را از خانواده هیلشر می‌داند و از طریق او متوجه می‌شود که براهامز در کودکی با دختری همسن خودش دوست بوده که مدتی بعد جسد آن دختر درحالی که جمجمه اش متلاشی شده پیدا می‌شود. قبل از اینکه پلیس تحقیق خود را شروع کند، خانه هیلشر آتش می‌گیرد و براهامز در آتش جان می‌بازد. گرتا باور می‌کند که روح براهامز درون عروسک زندگی می‌کند و قوانینی که خانم هیلشر معین کرده را جدی می‌گیرد و با براهامز مانند یک انسان واقعی رفتار می‌کند.
در همین زمان، خانم و آقای هیلشر یک نامه خداحافظی به براهامز می‌نویسند و بعد خود را در دریا غرق می‌کنند.
یک شب کُول(Cole) همسر سابق گرتا به خانه هیلشر می‌آید و از گرتا می‌خواهد که برگردد. گرتا قبول نمی‌کند و علاوه بر تصمیمش بر ماندن و برنگشتن به گذشته تلخش با کول، مراقبت از براهامز را بهانه می‌کند و می‌گوید که مجبور است بماند. کول که اصرار گرتا را برای مراقبت از یک عروسک می‌بیند، عروسک را از گرتا می‌گیرد و آن را می‌شکند.
با شکسته شدن عروسک، براهامز واقعی خود را نشان می‌دهد و گرتا متوجه می‌شود که او نمرده بلکه تمام مدت در این خانه به صورت مخفیانه زندگی می‌کرده‌است.
براهامز کول را می‌کشد و بعد گرتا و مالکلم را دنبال می‌کند. آن‌ها حین فرار وارد یک راه مخفی می‌شوند که به اتاق براهامز راه دارد و گرتا نامه خانم و آقای هیلشر را در آنجا می‌یابد که در آن نوشته شده: «ما دیگر برنمی گردیم. اون دختر حالا مال توست.»
براهامز به گرتا و مالکلم می‌رسد و مالکلم را با ضربه بیهوش می‌کند. گرتا که جان خود و مالکلم را در خطر می‌بیند، سعی می‌کند با استفاده از قوانین براهامز او را فریب دهد. او براهامز را به تختش راهنمایی می‌کند و می‌گوید که وقت خواب است. وقتی براهامز کاملاً دراز کشید، پیچ گوشتی بزرگی را درون شکمش فرو می‌برد و براهامز بیهوش می‌شود. بعد به سمت مالکلم که زخمی شده می‌رود و باهم از خانه خارج می‌شوند و برای همیشه از آنجا می‌روند.
در آخر، داستان براهامز که نجات یافته نشان داده می‌شود که در حال تعمیر کردن عروسک است و دوباره آن را به شکل اول برمی‌گرداند.

## قسمت دوم
دنباله این فیلم، پسر ۲ (فیلم ۲۰۲۰) است که در ۲۱ فوریه ۲۰۲۰ منتشر شد.